# Brandbärstjärnen, Norrbotten
Brandbärstjärnen är en sjö i Älvsbyns kommun i Norrbotten och ingår i Piteälvens huvudavrinningsområde.